# Olympische Sommerspiele 2000/Kanu – Einer-Canadier 500 m (Männer)
Die Wettkämpfe im Einer-Canadier-Slalom bei den Olympischen Sommerspielen 2000 wurden vom 27. September bis 1. Oktober 2000 auf der Strecke im Sydney International Regatta Centre ausgetragen.
Olympiasieger wurde der Ungar György Kolonics. Er hatte bei den Spielen 1996 den Titel im Canadier-Zweier gewonnen.

## Ergebnisse

### Vorläufe
Bei den zwei Vorläufen am 27. September erreichten die jeweils schnellsten Drei direkt das Finale. Die Plätze vier bis sieben und der zeitschnellere Achte erreichten das Halbfinale.

#### Vorlauf 1
| Rang | Athleten              | Nation             | Zeit         |
| ---- | --------------------- | ------------------ | ------------ |
| 1    | Maxim Opalew          | Russland           | 1:51,048 min |
| 2    | György Kolonics       | Ungarn             | 1:51,492 min |
| 3    | Slavomír Kňazovický   | Slowakei           | 1:52,146 min |
| 4    | Florin Huidu          | Rumänien           | 1:53,076 min |
| 5    | José Manuel Crespo    | Spanien            | 1:53,862 min |
| 6    | Christian Frederiksen | Norwegen           | 1:54,366 min |
| 7    | Aljaksandr Massjajkou | Belarus            | 1:54,468 min |
| 8    | Kaissar Nurmaganbetow | Kasachstan         | 1:55,422 min |
| 9    | Jordan Malloch        | Vereinigte Staaten | 1:58,938 min |

#### Vorlauf 2
| Rang | Athleten             | Nation       | Zeit         |
| ---- | -------------------- | ------------ | ------------ |
| 1    | Andreas Dittmer      | Deutschland  | 1:50,340 min |
| 2    | Martin Doktor        | Tschechien   | 1:51,174 min |
| 3    | Ledis Balceiro       | Kuba         | 1:51,918 min |
| 4    | Nikolaj Buchalow     | Bulgarien    | 1:51,996 min |
| 5    | Maxime Boilard       | Kanada       | 1:52,764 min |
| 6    | Michał Śliwiński     | Ukraine      | 1:53,682 min |
| 7    | Éric le Leuch        | Frankreich   | 1:53,934 min |
| 8    | Andreas Kilingaridis | Griechenland | 1:57,858 min |
| 9    | Michał Gajownik      | Polen        | 2:04,704 min |

### Halbfinale
Die drei schnellsten Athleten des Halbfinals erreichten den Endlauf.
| Rang | Athleten              | Nation     | Zeit         |
| ---- | --------------------- | ---------- | ------------ |
| 1    | Maxime Boilard        | Kanada     | 1:52,071 min |
| 2    | Nikolaj Buchalow      | Bulgarien  | 1:52,371 min |
| 3    | Michał Śliwiński      | Ukraine    | 1:52,461 min |
| 4    | Florin Huidu          | Rumänien   | 1:53,277 min |
| 5    | Christian Frederiksen | Norwegen   | 1:53,661 min |
| 6    | Kaissar Nurmaganbetow | Kasachstan | 1:54,465 min |
| 7    | José Manuel Crespo    | Spanien    | 1:54,765 min |
| 8    | Aljaksandr Massjajkou | Belarus    | 1:55,035 min |
| 9    | Éric le Leuch         | Frankreich | 1:56,907 min |

### Finale
Der Ungar Kolonics setzte sich im Finale überraschend gegen den amtierenden Weltmeister Opalev durch. Kolonics feierte die meisten seiner vorherigen Erfolge im Canadier-Zweier; hier jedoch verpasste er die Qualifikation für die Spiele und holte dann dort seinen ersten und einzigen Titel im Canadier-Einer.
| Rang | Athleten            | Nation      | Zeit         |
| ---- | ------------------- | ----------- | ------------ |
| 1    | György Kolonics     | Ungarn      | 2:24,813 min |
| 2    | Maxim Opalew        | Russland    | 2:25,809 min |
| 3    | Andreas Dittmer     | Deutschland | 2:27,591 min |
| 4    | Maxime Boilard      | Kanada      | 2:29,259 min |
| 5    | Slavomír Kňazovický | Slowakei    | 2:29,613 min |
| 6    | Ledis Balceiro      | Kuba        | 2:32,229 min |
| 7    | Michał Śliwiński    | Ukraine     | 2:33,129 min |
| 8    | Martin Doktor       | Tschechien  | 2:37,467 min |
| 9    | Nikolaj Buchalow    | Bulgarien   | 2:44,829 min |